# Lijst van voetbalinterlands Antigua en Barbuda - Suriname
Deze lijst van voetbalinterlands is een overzicht van alle officiële voetbalwedstrijden tussen de nationale teams van Antigua en Barbuda en Suriname. De landen speelden tot op heden vier keer tegen elkaar. De eerste ontmoeting was een kwalificatiewedstrijd voor het Wereldkampioenschap voetbal 1974 op 3 december 1972 in Saint John's. Het laatste duel, een kwalificatiewedstrijd voor de Caribbean Cup 2010, vond plaats in Saint John's op 10 november 2010.

## Wedstrijden
| № | Plaats        | Datum            | Competitie                      | Wedstrijd                     | Uitslag |
| - | ------------- | ---------------- | ------------------------------- | ----------------------------- | ------- |
| 1 | Saint John's  | 3 december 1972  | WK 1974 kwalificatie            | Suriname − Antigua en Barbuda | 6 − 0   |
| 2 | Saint John's  | 5 december 1972  | WK 1974 kwalificatie            | Antigua en Barbuda − Suriname | 1 − 3   |
| 3 | Port of Spain | 17 juni 1992     | Caribbean Cup 1992              | Suriname − Antigua en Barbuda | 1 − 1   |
| 4 | Saint John's  | 10 november 2010 | Caribbean Cup 2010 kwalificatie | Antigua en Barbuda − Suriname | 2 − 1   |

## Samenvatting
| Competitie                 | Totaal gespeeld | Winst Antig. en Barb. | Gelijk | Winst Suriname | Doelsaldo Antig. en Barb. – Suriname |
| -------------------------- | --------------- | --------------------- | ------ | -------------- | ------------------------------------ |
| WK-kwalificatie            | 2               | 0                     | 0      | 2              | 1 − 9                                |
| Caribbean Cup              | 1               | 0                     | 1      | 0              | 1 − 1                                |
| Caribbean Cup-kwalificatie | 1               | 1                     | 0      | 0              | 2 − 1                                |
| Totaal                     | 4               | 1                     | 1      | 2              | 4 − 11                               |